# Сосновое (озеро, Хакасия)
Сосновое, иначе Хурлана — озеро, находится в долине реки Абакан, в южной части Койбальской степи (Бейский район Хакасии) в 18 км восточнее села Кирба.
Площадь водосборного бассейна озера — 39 км². В середине XX века площадь озера была равна 1,1 км², но с тех пор она увеличилась на порядок и равняется 11 км². Ныне располагается на высоте 296,5 метра над уровнем моря. К югу от озера располагается горный массив, к северу — Койбальский магистральный канал, куда впадает ручей, вытекающий из западной части озера. По северному берегу проходит железнодорожная ветка.